# Gabbro Crest
Gabbro Crest ist ein 1750 m hoher Gebirgskamm im westantarktischen Queen Elizabeth Land. In der Forrestal Range der Pensacola Mountains ragt er zwischen den Sheriff-Kliffs und den Vigen-Kliffs am südöstlichen Rand des Saratoga Table auf.
Das Advisory Committee on Antarctic Names benannte ihn 1979 auf Vorschlag des US-amerikanischen Geologen Arthur B. Ford vom United States Geological Survey. Namensgeber ist das Gestein Gabbro, aus dem die Forrestal Range vorwiegend besteht.